# ميودراغ تودوروفيتش
ميودراغ تودوروفيتش (10 سبتمبر 1995 في صربيا - ) هو لاعب كرة قدم صربي في مركز الهجوم. لعب مع رادنيتشكي نيش وFK Car Konstantin ‏.

## وصلات خارجية
- ميودراغ تودوروفيتش على موقع قاعدة بيانات كرة القدم.إي يو (الإنجليزية)
- ميودراغ تودوروفيتش على موقع Soccerway.com (الإنجليزية)